# Verneuil (Charente)
Verneuil (okzitanisch: Vernuelh) ist eine französische Gemeinde mit 94 Einwohnern (Stand: 1. Januar 2022) im Département Charente in der Region Nouvelle-Aquitaine (vor 2016: Poitou-Charentes); sie gehört zum Arrondissement Confolens und zum Kanton Charente-Bonnieure.

## Geografie
Verneuil befindet sich etwa 44 Kilometer ostnordöstlich von Angoulême. Im Norden liegt der Lac de Lavaud, ein Stausee der Charente. Umgeben wird Verneuil von den Nachbargemeinden Pressignac im Norden und Nordosten, Videix im Osten, Les Salles-Lavauguyon im Süden sowie Massignac im Westen.

## Bevölkerungsentwicklung
| Jahr                       | 1962 | 1968 | 1975 | 1982 | 1990 | 1999 | 2006 | 2019 |
| Einwohner                  | 168  | 137  | 121  | 105  | 102  | 85   | 96   | 99   |
| Quellen: Cassini und INSEE |      |      |      |      |      |      |      |      |

## Sehenswürdigkeiten

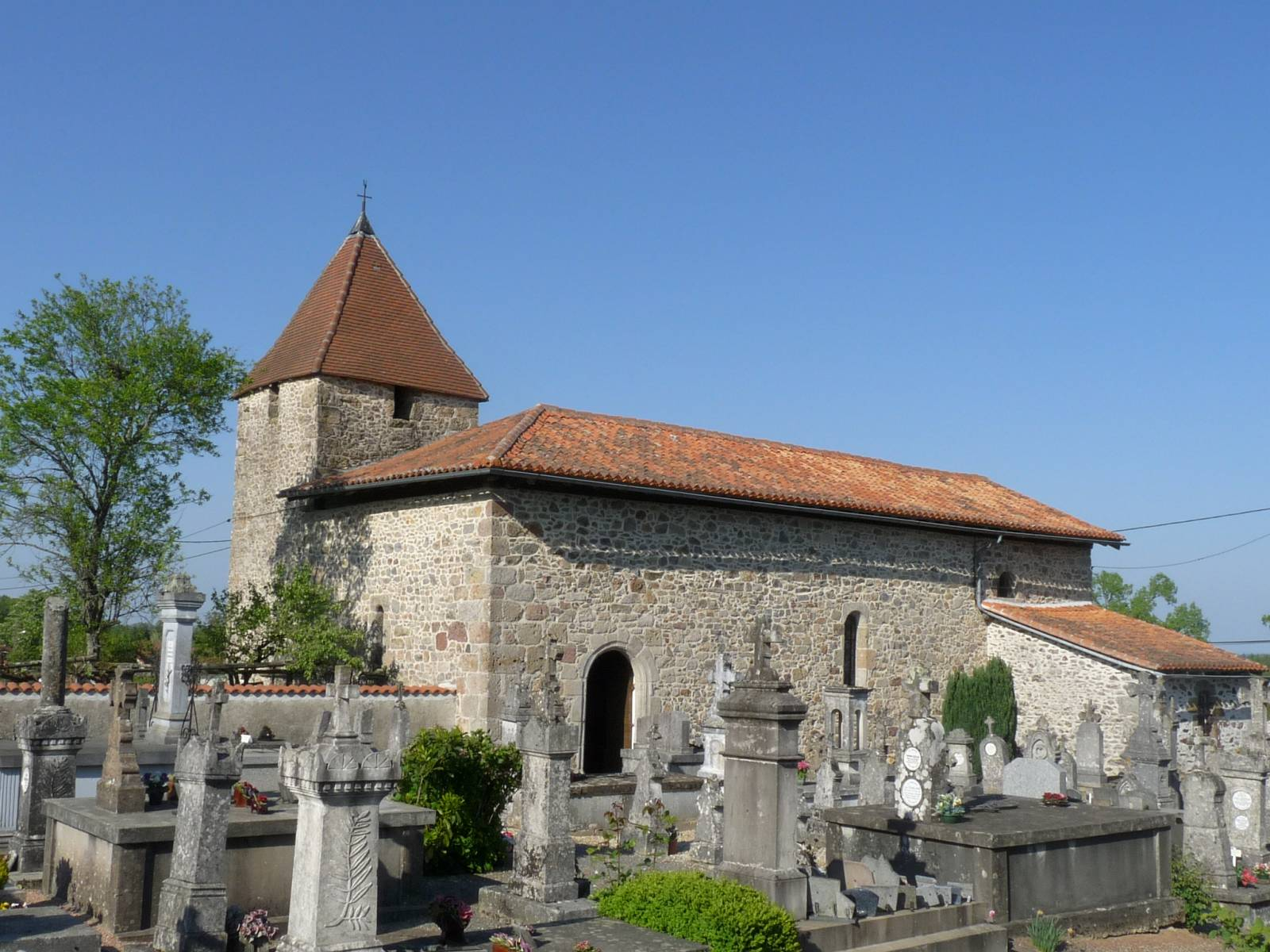
Kirche Saint-Sauveur

- Kirche Saint-Sauveur